# Carissa
Carissa L. è un genere di piante sempreverdi della famiglia delle Apocinacee, diffuso prevalentemente nei paesi della zona tropicale e subtropicale dell'Africa meridionale, Australia, e Cina.

## Descrizione
Le specie di questo genere raggiungono altezze variabili fra i 2 e i 10 metri; comunemente sono a portamento cespuglioso, sono piante spinose con spine biforcate, (a volte con biforcazione multipla, cioè ogni spina della biforcazione porta a sua volta una biforcazione) con foglie di lunghezza fra i 3 e gli 8 centimetri. Le piante fioriscono durante la maggior parte dell'anno, producendo fiori con un diametro fra 1 e i 5 centimetri, con cinque petali asimmetricamente rotati (con forma "ad elica") tipici delle Apocynaceae, molto profumati in alcune specie. Il frutto è una bacca ovale o tondeggiante a forma di susina, lunga da 1,5 a 6 centimetri, di norma di colore rosso vivo o rosso brunastro, la polpa è rossa o rosata, contenente fino a 16 semi.
Provenendo da regioni al limite tra il tropicale ed il semitropicale, con estate molto arida e calda, le piante non hanno un definito periodo di fioritura, la stagione di massima vegetazione è anche quella prevalente di fioritura, che è comunque sequenziale e continua. Nelle zone temperate subtropicali la fioritura interessa tutta la stagione calda nello stesso modo, in tali ambienti la maturazione dei frutti è legata alla sufficiente durata della stagione calda.
Sopravvive al freddo a -2 °C, per brevi periodi.

## Tassonomia
Il genere comprende le seguenti specie:
- Carissa andamanensis L.J.Singh & Murugan
- Carissa bispinosa (L.) Desf. ex Brenan
- Carissa boiviniana (Baill.) Leeuwenb.
- Carissa carandas L.
- Carissa haematocarpa (Eckl.) A.DC.
- Carissa kopilii Barbhuiya, J.Sarma & S.Dey
- Carissa macrocarpa (Eckl.) A.DC.
- Carissa pichoniana Leeuwenb.
- Carissa spinarum L.
- Carissa tetramera (Sacleux) Stapf

## Proprietà
Le specie del genere Carissa sono, all'interno della famiglia delle Apocynacee, le uniche che portano frutti perfettamente commestibili ; come è di norma delle Apocynacee, i frutti contengono nella polpa un latice bianco; nei frutti di tali Carissa anche il latice non è tossico.

## Usi
I frutti hanno nelle varie specie sapore che va dal dolce al decisamente acido, ma sono comunque commestibili, spesso con un sapore fra la fragola e la mela, e sono ricchi di vitamina C. Nel Sudafrica, la specie Carissa macrocarpa è nota come Natal Plum, cioè prugna del Natal.  A parte il frutto, il resto della pianta è velenoso. Oltre che come frutto fresco o in macedonie di frutta (macrocarpa, bispinosa), in alcune specie i frutti sono consumati immaturi in salamoia (carandas).
Date le spine, in alcune parti del mondo, (ma soprattutto in Africa, nel KwaZulu-Natal), le piante di Carissa vengono usate come barriera vegetale in siepi di delimitazione, per protezione dei villaggi, o per recintare il bestiame.
Nei luoghi adatti alla sua sopravvivenza, (caldi, e senza gelate) la Carissa macrocarpa è il tipico fruttifero da vaso.